# Horsholmen (vid Sandnäs udd, Raseborg)
Horsholmen är en ö i Finland. Den ligger i Finska viken och i kommunen Raseborg i den ekonomiska regionen  Raseborg i landskapet Nyland, i den södra delen av landet. Ön ligger omkring 73 kilometer väster om Helsingfors.
Öns area är 8,2 hektar och dess största längd är 390 meter i sydöst-nordvästlig riktning.